# 아리스가와노미야
아리스가와노미야(有栖川宮)는 에도 시대 초기부터 다이쇼 시대까지 존재했던 궁가이다. 후시미노미야, 카츠라노미야, 칸인노미야과 나란히 세습친왕가 중 하나이다. 2대 나가히토 친왕이 황위를 계승하여 고사이 천황이 되었다.

## 개요
아리스가와노미야는 대대로 서예, 가도(歌道)의 사범을 맡아 황실의 신임이 두텁고, 도쿠가와 종가나 미토 도쿠가와가를 시작해, 히코네 이이가나 쵸슈 모리가, 히로시마 아사노가, 쿠루메 아리마가 등과도 혼인 관계를 맺어, 공무 모두 밀접했다. 또한 대대로 차남 이하의 자제를 몬제키사원에 법친왕・입도친왕으로 출가시켰다.
칸에이 2년 (1625년), 고요제이 천황의 황7남, 요시히토 친왕이 창설하였다. 초기의 궁호는 타카마츠노미야(高松宮, 타카마츠노고텐(高松殿))로, 친왕의 할머니 신카미도몬인(新上東門院)의 고쇼 타카마츠노고텐에서 유래했다.
요시히토 친왕은 도쿠가와 히데타다의 양녀 카메히메 (친부 히데타다의 조카이자 사위인 에치젠번주 마츠다이라 타다나오)를 비로 삼았으나, 후계자가 없었기 때문에 조카인 고미즈노오 천황의 황자 나가히토 친왕이 양자가 되어 가독을 물려받아 2대 당주가 되고, 하나마치노미야(花町宮, 하나마치노고텐(花町殿)으로 칭했다.
이윽고, 나가히토 친왕이 고사이 천황으로 황위를 이어받게 되는데, 이는 선대의 고코묘 천황의 양자 사토히토 친왕 (후의 레이겐 천황)이 어린 나이였기 때문에 중계(中継ぎ)였고, 고사이 천황은 자신의 황자 유키히토 친왕에게 타카마츠노미야를 물려주고, 궁호를 아리스가와노미야(有栖川宮, 아리스가와노고텐(有栖川殿))로 고쳤다. 궁호를 바꾼 이유와 「아리스가와노미야(有栖川宮)」 궁호의 유래도 분명하지 않는다.
그 후, 유키히토 친왕의 아들 타다히토 친왕이 후계자 없이 사망하였기 때문에, 레이겐 천황의 황17남 요리히토 친왕이 들어와 5대 당주를 계승했고, 이후 6대 오리히토 친왕, 7대 츠나히토 친왕, 8대 타카히토 친왕, 9대 타루히토 친왕, 10대 타케히토 친왕 모두 레이겐 천황의 혈통으로 계속 되었지만, 1908년에 11대 당주 계승 예정이었던 타네히토 왕이 20살이라는 젊은 나이에 요절하였다. 다이쇼 2년 (1913년)에 타케히토 친왕이 사망하였기 때문에, 구황실전범의 규정에 근거해 가계 단절이 확정되었다.
그 후에는 타루히토 친왕비 타다코와 타케히토 친왕비 야스코의 두 부인이 궁가를 지키고 있었으나, 다이쇼 12년 (1923년) 2월 7일에는 타다코가, 같은 해 6월 29일에 야스코가 잇다라 사망하였고, 이듬해 야스코의 1주기를 기해 아리스가와노미야는 정식으로 단절되었다.
아리스가와노미야의 제사 및 재산은 다이쇼 천황의 특별지시에 따라 테루노미야 노부히토 친왕이 계승하였으며, 노부히토가 아리스가와노미야의 옛궁호인 타카마츠노미야(高松宮)의 궁호가 하사되었다. 다만 구황실전범에 의해 황족의 양자 결연은 금지되어있었기 때문에, 노부히토가 아리스가와노미야의 당주를 계승한 것은 아니다. 후에 노부히토 친왕은 부계에서는 6대 오리히토 친왕의 피를, 모계로는 10대 타케히토 친왕의 피를 각각 가진 도쿠가와 키쿠코 (도쿠가와 요시노부의 친손자)를 비로 맞이하였다.

## 아리스가와노미야 저택

### 본저택 (교토 시대)
아리스가와노미야의 본저택 장소는 교토・도쿄 시대를 통해, 화재 소실로 인한 임시 거처 기간을 제외하고도 여러 차례의 이전이 있었다.
초대 요시히토 친왕 시대부터 거의 에도 시대를 지나며, 교토 고쇼 북동 부분에 해당하는 사루가츠치(猿ヶ辻)라고 불리는 곳에 저택이 존재했었다. 이 땅은 타카히토 친왕 시기의 게이오 원년 (1865년)에 고쇼 확장 용지로써 사용되었다. 이듬해 게이오 2년 (1866년)까지 철거지는 교토 고쇼 부지에 편입되거나 도로로 사용되었기 때문에 건물 등의 유적은 현존하지 않는다.
대신 하다받은 것이 현재 교토 교엔 안의 「아리스가와노미야 저택 터」의 비가 새워져, 고쇼 켄레이몬 앞의 凝華洞(오하나바타케(御花畑)의 흔적이다. (이 땅은 직전까지 마츠다이라 카타모리가 숙소로써 이용하고 있었다) 이 자리에 메이지 2년 (1869년)에 신고텐이 준공되었지만, 불과 3년 후 메이지 5년 (1872년), 이미 천도로 도쿄로 이사간 메이지 천황의 부름에 따라 타카히토 친왕도 도쿄로 이주하게 됨에 따라 궁저의 토지가옥은 교토부를 거쳐 사법성으로 계승되 재판소로 사용되었다. 현재 카미교구 카라스마도오리 시모타치우리도오리 모퉁이에 지어진 헤이안조가쿠인대학의 건물 중 하나인 「아리스관(有栖館)」은 이 건물 일부를 이축한 것으로 전해지고 있다.

### 본저택 (도쿄 시대)
타카히토 친왕보다 먼저 도쿄로 이사해 있던 타루히토 친왕은 구 타카토번 저택 (칸다 오가와마치, 현재의 야스쿠니도오리 스루가 다이카 교차점 부근), 구 시마바라번 저택 (스키야바시고몬 내, 현 히비야샹테 부근) 등을 전전한 뒤, 메이지 4년 (1871년)에 시바하마자키쵸의 구 키슈번 별저 (구 시바 이궁 은사정원)을 본저택으로 한다. 그러나, 이 저택은 메이지 8년 (1873년)에 궁내성에게 팔렸기 때문에, 유신 후에는 소에지마 타네오미가 살고 있던 카스미가세키 1초메 2번지의 구 산다번 저택 부지 (현 국회의사당 부지 남쪽에서 국회 앞뜰 남쪽을 아우르는 일대) 1만 1천 93평을 사서, 같은 해 8월 28일에 이사했다.
그러나, 이 소에지마 저택, 기존 건물이 노후화되어 있었기 때문에 메이지 13년부터 저택의 개축이 계획되었다. 공부성 영선국의 담당으로 공사가 실시되었다. 그 중, 양옥은 조시아 콘도르의 설계의 2층 건물로 건축 되, 본저로 사용되었다. 이 양옥은 메이지 14년 (1881년)부터 17년 (1884년) 7월에 준공, 3년에 걸친 공사 기간과 당시 약 47만엔의 비용을 들여 지어졌으며, 외국 사절의 접대 시설로써의 기능도 겸비하는 매우 호화로운 건물로, 「콘도르 박사 유작집」에서는 「장중한 부흥식으로 하며, 내부 제실의 의장도 모두 이 방침에 따르고 있다. 본 건물은 어쩌면, 황족의 어전을 순 양풍으로 만든 효시로 하여, 오래도록 후대의 모범이 되었다」고 전하고 있다. 저택에는 앞에 서술한 콘도르 설계의 본관 (양옥)외, 목조의 일본관이 있어 직원의 사무동으로써 사용되고 있었다.
또, 메이지 17년 4월부터 궁내성 내장과의 담당으로 착수한 정원 공사는 다음해 메이지 18년 6월에 완성되어, 아리스가와노미야 저택으로서의 체제를 완전하게 갖추게 된다.
타케히토 친왕이 대를 이어받은 후인 메이지 29년 (1896년)에는, 궁내성에 의해 카스미가세키 이궁으로써 매입되었고, 메이지 31년에는 건물 등 일체가 매입되었으나, 타케히토 친왕의 희망으로 메이지 36년 (1903년)까지 계속 사용되었다. 메이지 37년 2월 8일에 궁가로부터 인도를 받아, 2월 13일자로 카스미가세키 이궁이 되었고, 다이쇼 10년부터 다이쇼 12년까지 동궁 임시 고쇼가 된다. 또, 일본관은 후의 관동 대지진으로 청사가 재해를 입은 제실 임야국이 다이쇼 13년부터 쇼와 12년까지 임시로 사용했지만, 후에 해체되어 일부가 시즈오카현 카케가와시의 대일본 호토쿠샤에 이축되었다.
메이지 36년 12월, 은퇴한 타카히토 친왕이 사망 시까지 살고 있던 코지마치구 산넨쵸 5번지의 은저(隠邸) 부지 (현재의 나가타쵸, 내각부 청사)에 새 본저택이 완성되고, 같은 달 17일에 이사하였다. 아리스가와노미야의 마지막 본저택이 되었다.
카스미가세키 이궁 본관과 산넨쵸 본저 (가계 단절 후, 타카마츠노미야 저택을 거쳐 외무대신 관사)의 두 건물은 아리스가와노미야 가계 단절 후에도 존재해, 관동 대지진도 견뎌냈지만, 쇼와 20년 (1945년) 5월 25일의 도쿄 대공습으로 포화에 휩싸였고, 종전 후에 철거되었다.

### 별저

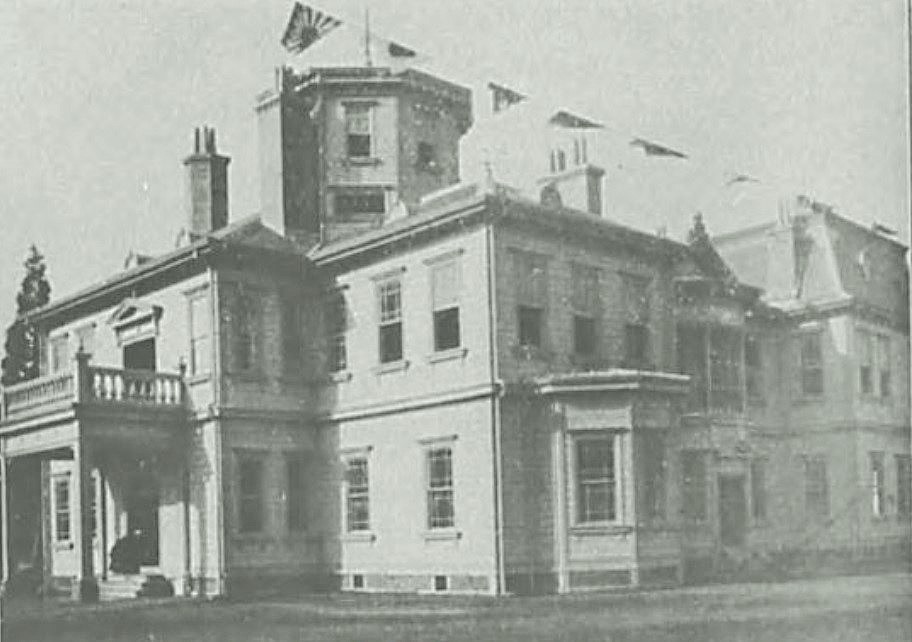
아리스가와노미야 타케히토 친왕의 별저 후쿠시마현 (현 천경각)

## 역대 당주
1. 요시히토 친왕 (好仁親王)
2. 나가히토 친왕 (良仁親王)
3. 유키히토 친왕 (幸仁親王)
4. 타다히토 친왕 (正仁親王)
5. 요시히토 친왕 (職仁親王)
6. 오리히토 친왕 (織仁親王)
7. 츠나히토 친왕 (韶仁親王)
8. 타카히토 친왕 (幟仁親王)
9. 타루히토 친왕 (熾仁親王)
10. 타케히토 친왕 (威仁親王)

## 에도 막부 말기의 영지
국립역사민속박물관의 《구고구령취조장 데이터베이스》에 의해 산출한 막부 말기의 아리스가와노미야의 영지는 아래와 같다. (2개 마을, 1천석)
- 야마시로국 카도노군 중 2개 마을
  - 大石中里村 중 664석 1말 3되 7홉 5작 1재 2촬
  - 安養寺村 중 333석 8말 6되 2홉 4작 8재 8촬

## 에피소드
- 3대 유키히토 친왕은 엔포 8년 (1680년)에 쇼군 이에츠나가 사망했을 때, 대로 사카이 타다키요에 의해 쇼군으로 옹립하려했다라는 미야쇼군 옹립설이 있다.
- 6대 오리히토 친왕의 딸 중, 사자노미야 타카코 여왕은 12대 쇼군 도쿠가와 이에요시의 정실이 되었고, 토미노미야 요시코 여왕은 도쿠가와 나리아키의 정실이 되어 도쿠가와 요시아츠와 도쿠가와 요시노부 등을 낳았다.
- 8대 타카히토 친왕 (1812년 ~ 1886년)는 코쿠가쿠인대학의 전신인 황전강구소(皇典講究所)나 신도 교도직 총재에 임명되고, 메이지 천황의 서예 사범을 맡은 공적으로 대훈위 국화대수장을 받았다. 또한, 아리스가와노미야식 서예를 대성시켜 5개조의 서약문 정본을 작성하였다.
- 9대 타루히토 친왕은 카즈노미야의 약혼자로 알려졌으며, 게이오 3년 (1867년) 12월, 왕정복고로 신정부의 총재자리에 올랐다. 보신 전쟁 때는 동정대총독(東征大総督)을 지냈고, 세이난 전쟁 때는 정토총독(征討総督)이 된다. 원로원 의장, 좌대신도 지냈다. 1894년 (메이지 27년)의 청일 전쟁에서는 참모총장을 맡았다. (전쟁 중에 재직 중 병사)
- 10대 타케히토 친왕 (1862년 ~ 1913년)은 원수 해군 대장에 오르고, 황태자 시절의 다이쇼 천황을 지도하였다. 타케히토의 후계자인 타네히토 왕이 아버지보다 빨리 세상을 떠났기 때문에, 아리스가와노미야 역대 훈공에 비추어, 다이쇼 천왕은 친왕의 임종 즈음에 특별지시로 황3자 테루노미야 노부히토 친왕에게 타카마츠노미야의 궁호를 내리고 아리스가와노미야의 제사를 잇게 했다. 타케히토 친왕의 차녀인 미에코 여왕은 도쿠가와 요시히사에게 시집을 갔고, 노부히토 친왕비인 키쿠코의 생모가 되었다.

## 아리스가와노미야 사기 사건
- 2003년 (헤이세이 15년) 아리스가와노미야의 제사 계승자 (노부히토 친왕의 사생아)라고 자칭하는 자에 의한 사기 사건이 일어났다. 자세한 것은 아리스가와노미야 사기 사건을 참조.